# Мъртъл Крийк (град, Орегон)
Мъртъл Крийк (на английски: Myrtle Creek) е град в окръг Дъглас, щата Орегон, САЩ. Мъртъл Крийк е с население от 3419 жители (2000) и обща площ от 4,5 km². Намира се на 201,2 m надморска височина. ЗИП кодът му е 97457, а телефонният му код е 541.